# Mohamed Abdullah (lekkoatleta, ur. 1964)
Mohamed Samy Abdullah (ar. محمد عبدالله; ur. w 1964) – emiracki lekkoatleta, olimpijczyk.
Wziął udział w Letnich Igrzyskach Olimpijskich 1984 w Los Angeles, gdzie uczestniczył w eliminacjach biegu na 100 metrów. Z wynikiem 11,11 s zajął ostatnie miejsce w swoim biegu kwalifikacyjnym. W gronie 82 zawodników uzyskał lepszy czas od dziesięciu sprinterów (miał identyczny wynik jak Guy Hill, reprezentant Brytyjskich Wysp Dziewiczych).
Rekord życiowy w biegu na 100 metrów: 10,99 (1988).